# Seven Senses of the Re’Union
Seven Senses of the Re'Union (яп. 七星のスバル Ситисэй но Субару, букв. «Плеяда семи звёзд») — японская серия ранобэ, написанная Норитакэ Тао и иллюстрированная Booota. В июле 2018 года состоялся выход её аниме-экранизации.

## Сюжет
В 2034 году в популярной во всем мире MMORPG Union когда-то была легендарная группа игроков под названием «Субару», состоящая из шести друзей начальной школы. Однако один из членов этой группы умер сразу после смерти его персонажа в игре, из-за чего Union была закрыта.
Шесть лет спустя запускается новая игра с похожей механикой под названием Re’Union. Когда один из первых участников «Субару» по имени Харуто заходит в игру, он неожиданно встречает в игре Асахи, его партнера, умершую шесть лет назад. Члены «Субару» снова собираются вместе, чтобы раскрыть загадку, скрывающуюся за всем этим.

## Персонажи
- Харуто Амо (яп. 天羽 陽翔 Амо: Харуто)

Сэйю: Кэнго Таканаси
- Асахи Куга (яп. 空閑 旭姫 Куга Асахи)

Сэйю: Нитика Омори
- Сацуки Усуи (яп. 碓氷 咲月 Усуи Сацуки)

Сэйю: Акари Кито
- Таканори Микадо (яп. 御門 貴法 Микадо Таканори)

Сэйю: Кайто Исикава

## Медиа

### Ранобэ
Ранобэ публикуется с августа 2015 года под импринтом Gagaga Bunko издательства Shogakukan. Всего издано восемь томов.
| № | Дата публикации  | ISBN                   |
| - | ---------------- | ---------------------- |
| 1 | 18 августа 2015  | ISBN 978-4-09-451566-4 |
| 2 | 18 декабря 2015  | ISBN 978-4-09-451584-8 |
| 3 | 18 мая 2016      | ISBN 978-4-09-451609-8 |
| 4 | 18 октября 2016  | ISBN 978-4-09-451637-1 |
| 5 | 17 марта 2017    | ISBN 978-4-09-451663-0 |
| 6 | 20 сентября 2017 | ISBN 978-4-09-451699-9 |
| 0 | 19 июня 2018     | ISBN 978-4-09-451736-1 |
| 7 | 19 сентября 2018 | ISBN 978-4-09-451751-4 |

### Аниме
Режиссером стал Ёсито Нисёдзи, сценарий написал Такао Ёсиока, художником персонажей был назначен Юмико Ямамото. Производством занималась студия Lerche, премьера прошла 5 июля 2018 года.